# Дудін Сергій Олександрович
Сергій Олександрович Дудін — майор Військово-морських сил Збройних Сил України, учасник російсько-української війни, що відзначився у ході російського вторгнення в Україну. Герой України (2023).

## Життєпис
Під час російського вторгнення в Україну — заступник командира батальйону морської піхоти 35-ї окремої бригади морської піхоти.
Брав участь у плануванні та реалізації штурмових дій під час звільнення від російської окупації Херсонщини, у ході яких знищено техніку та живу силу противника. Під час бойових дій зазнав поранення. Після лікування повернувся в стрій.

## Нагороди
- Звання Герой України з врученням ордена «Золота Зірка» (24 червня 2023) — за особисту мужність і героїзм, виявлені у захисті державного суверенітету та територіальної цілісності України, самовіддане служіння Українському народові[2]. Орден «Золота Зірка» вручив Президент України Володимир Зеленський 26 червня 2023 року під час робочої поїздки на Донеччину.[1]
- Орден Богдана Хмельницького III ступеня (14 листопада 2022) — за особисту мужність і самовіддані дії, виявлені у захисті державного суверенітету та територіальної цілісності України, вірність військовій присязі[3].
- Орден «За мужність» III ступеня (10 березня 2022) — за особисту мужність і самовіддані дії, виявлені у захисті державного суверенітету та територіальної цілісності України[4]